# Warren Lockhart
Warren L. Lockhart (* 20. Oktober 1940 in Los Angeles, Kalifornien; † 19. Januar 2012 in Culver City, Kalifornien) war ein US-amerikanischer Filmproduzent.

## Karriere
Warren Lockhart machte seinen Bachelor an der University of California, Berkeley. In den 1960er Jahren arbeitete Lockhart für die United Airlines Marketing Abteilung. Warren Lockharts begann 1972 im Filmstab zu arbeiten. Seit 1973 ist er zudem als Executive Producer in Erscheinung getreten, wobei er unter anderem für die Fernsehfilme You’re a Good Man, Charlie Brown (1973) und The Borrowers (1973), wofür er eine Nominierung bei den Primetime Emmy Awards erhielt, und einen Dokumentarfilm zum Jubiläum des Charakters Charlie Brown unter dem Titel Happy Anniversary, Charlie Brown und für deren Produktion verantwortlich war. Einen Daytime Emmy Award erhielt er für Happy Anniversary, Charlie Brown. Für seine Mitwirkung an dem Dokumentarfilm Die DeBolts und ihre 19 Kinder von Regisseur John Korty, erhielt er bei der Oscarverleihung 1978 gemeinsam mit Korty und Dan McCann einen Oscar in der Kategorie „„Bester Dokumentarfilm““.
Im Zeichentrickfilm Maus und Sohn, wobei dies Lockharts letzte Beteiligung als Produzent an einem Film war, liehen Peter Ustinov, Cloris Leachman und Sally Kellerman den Charakteren ihre Stimmen. Seine letzte Beteiligung an einem Film hatte Lockhart als Drehbuchautor für den Fernsehkurzfilm Snoopy: The Musical, bevor er sich aus dem Filmgeschäft zurückzog.

## Privat
Warren Lockhart war verheiratet und Vater von drei Kindern, zwei Töchtern und einem Sohn.

## Filmografie (Auswahl)
- 1973: The Borrowers (Fernsehfilm)
- 1973: You’re a Good Man, Charlie Brown (Fernsehfilm)
- 1976: Happy Anniversary, Charlie Brown (Dokumentarfernsehfilm)
- 1977: Die DeBolts und ihre 19 Kinder (Who Are the DeBolts? And Where Did They Get Nineteen Kids?) (Dokumentarfilm)
- 1977: Maus und Sohn (The Mouse and His Child)